# 六角持綱
六角 持綱（ろっかく もちつな）は、室町時代中期の武将・守護大名。近江国守護。六角氏10代当主。

## 略歴
六角満綱の嫡男として誕生。
永享6年（1434年）、父が京極持高と共に室町幕府6代将軍・足利義教の延暦寺攻撃命令を受けると父と共に近江国内の延暦寺領を没収した。
永享12年（1440年）、義教の椀飯を務めた。
嘉吉元年（1441年）、嘉吉の変で義教が殺害され、続いて発生した嘉吉の徳政一揆で責任を取らされた父が近江守護を解任、代わって守護に任命された。
文安元年（1444年）、家臣団から無道を訴えられ、弟・時綱が一揆を結成した家臣団に擁立され、反乱を起こされる事態になった。
文安2年（1445年）、一揆に攻められ父と共に自刃した。
文安3年（1446年）、僧侶となっていた弟・久頼が還俗し、幕府の命令を受けた京極持清と共に時綱一派を討ち取り、久頼が当主となった。しかし、一連の騒乱で六角氏の権力は大幅に後退、反対に守護代・伊庭氏の権勢が強まったばかりか、京極氏の干渉も受けるようになり、以後の六角氏は領国支配に苦しむことになる。